# 1717
Évszázadok: 17. század – 18. század – 19. század
Évtizedek: 1660-as évek – 1670-es évek – 1680-as évek – 1690-es évek – 1700-as évek – 1710-es évek – 1720-as évek – 1730-as évek – 1740-es évek – 1750-es évek – 1760-as évek
Évek: 1712 – 1713 – 1714 – 1715 –  1716 – 1717 – 1718 – 1719 – 1720 – 1721 – 1722

## Események

### Határozott dátumú események
- január 4.  – Nagy-Britannia Királysága, a Holland Köztársaság és a Francia Királyság megköti Hágában a hármas szövetséget az utrechti szerződések revízióját követelő Spanyolország ellen.[1]
- február 1. – Az orosz katonák által körbezárt néma szejm(wd) elfogadja az orosz közvetítéssel előkészített megállapodást II. Ágost lengyel király és alattvalói között.[2]
- október 10. – II. Rákóczi Ferenc partra száll Gallipoliban, Törökországban.[3]
- június 24. – Az Angliai Nagypáholy megalakulása Londonban.[4]
- július 17. - I. György brit király ünnepségén a Temzén bemutatják Georg Friedrich Händel művét, a Vízizenét.[5]
- augusztus 16. – Savoyai Jenő győzelmet arat Belgrádnál a vár felmentésére érkező török csapat ellen, másnap a törökök kapitulálnak.[6]
- augusztus 22.–szeptember 4. – Az utolsó tatárjárás Magyarországon és Erdélyben.[7]

## Születések
- január 28. – III. Musztafa, az Oszmán Birodalom 27. szultánja († 1774)
- január 29. – Jeffrey Amherst, brit tábornok, a hétéves háború észak-amerikai hadszínterének sikeres parancsnoka († 1797)
- május 13. – Mária Terézia, magyar királynő († 1780)
- október 5. – Marie-Anne de Mailly-Nesle, XV. Lajos francia király egyik hivatalos szeretője († 1744)
- október 5. – Horace Walpole, angol író († 1797)
- november 16. – Jean le Rond d’Alembert, francia matematikus, filozófus, mérnök, enciklopédista († 1783)
- december 9. – Johann Joachim Winckelmann, német régész, művészettörténész († 1768)
- december 14. – Bajtay Antal erdélyi római katolikus püspök († 1775)
- december 25. – VI. Pius pápa († 1799)[8]

## Halálozások
- január 13. – Maria Sibylla Merian, német természetkutató, tudományos illusztrátor (* 1647)
- június 23. – Feichtenberger József, jezsuita rendi pap, tanár, költő (* 1694)
- november 2. – Johann Jakob Walther, német hegedűművész, zeneszerző (* 1650)